# Motel (álbum)
Motel es el nombre del álbum debut homónimo de la banda mexicana de pop rock Motel.
El álbum fue lanzado al mercado el 7 de marzo de 2006 por WEA Latina y fue producido por Áureo Baqueiro y coproducido por Jay de la Cueva. La mezcla fue dirigida por Jesús Flores y Marco Moreno. El álbum incluye 11 temas, todos ellos compuestos por la banda, destacando su primer sencillo "Dime Ven".
Después de varios meses en la radio mexicana, la canción llegó al #2 de las listas de popularidad mexicanas en julio de 2006; compitiendo simultáneamente con Julieta Venegas y su canción "Me voy" que se mantuvo en el #1 por 12 semanas consecutivas. El segundo sencillo "Olvídame" también obtuvo popularidad aceptable en México.
El álbum debutó en la posición vigésimo tercera en el mes de mayo según la revista Rolling Stone México.

## Lista de canciones
1. Olvídame
2. Dime Ven
3. A Ti
4. Magia Tabú
5. Así Me Quedo
6. Lejos Estamos Mejor
7. Por Segunda Vez
8. Satélite
9. Presente Y Sutil
10. Abriendo Paso
11. Perdón

## Reedición
A principios de 2007, sale al mercado la reedición de su disco (incluyendo los 11 temas iniciales), así como también versiones acústicas de "Dime Ven", "Olvídame", "Lejos Estamos Mejor", "Así Me Quedo" y una nueva versión del tema "Viento" de Caifanes, tema producido por Sabo Romo integrante de este legendario grupo.

## Singles

### Dime ven (2006)
Su primer sencillo y video. Ampliamente rotado en el canal televisivo MTV Latinoamérica. Entró la lista de popularidad Top 20 de MTV y a los 10 más solicitados de este canal de música.

### Olvidame (2006)
También gozó de gran popularidad en el canal MTV Latinoamérica, ocupando rápidamente posiciones altas, también entrando en los primeros lugares del ranking America Top 100.

### Lejos estamos mejor (2007)
El nuevo vídeo de la banda se desprende de su tercer sencillo "Lejos estamos mejor", canción que fue estrenada el 10 de diciembre de 2007 en la radio. El vídeo se filmó en noviembre de 2007 y fue realizado por la casa productora Mr. Woo, dirigido por Pablo Dávila y producido por Rafael Ley. 
Este vídeo sigue la línea de los dos anteriores, muestra una historia entre dos personajes que viven en un mundo ficticio y que obviamente por la letra de la canción habla sobre sentimientos de tristeza y nostalgia.
El Video ya está en todos los canales de videos y poco a poco ha logrado posicionarse en MTV dentro del Top 20.